# Øivind Nerhagen
Øivind Nerhagen, né le 21 avril 1958 à Trysil, est un biathlète norvégien.

## Biographie
Aux Championnats du monde 1983, pour ses premiers mondiaux, il remporte la médaille de bronze du relais avec Eirik Kvalfoss, Odd Lirhus et Kjell Søbak. En 1984, il obtient ses meilleurs résultats dans la Coupe du monde, notamment à Pontresina, où il est vainqueur du relais et cinquième du sprint.
Sa carrière internationale s'étend jusqu'en 1988.

## Palmarès

### Championnats du monde
- Championnats du monde 1983 à Antholz :
  -  Médaille de bronze en relais.

### Coupe du monde
- Meilleur classement général : 18e en 1984[1].
- 1 victoire en relais.